# Columba sjostedti
Columba sjostedti, comummente conhecida como pombo-dos-camarões ou pombo-camaronês, é uma espécie de ave da família dos columbídeos.
Pode ser encontrada nos seguintes países: Camarões, Guiné Equatorial, Nigéria e São Tomé e Príncipe.